# ФК Розенборг
Русенборг Балклюб (на норвежки: Rosenborg Ballklub, [ruːsənbɔrɡ bɑlːklʉbː], изговор; разпространен е вариантът Розенборг, който обаче не отразява произношението на норвежки език) е норвежки професионален футболен клуб от град Тронхайм.

## История
Клубът е основан на 19 май 1917 г. под името „Од“. Ставал е 22 пъти шампион на Норвегия (рекорд за страната), 9 пъти носител на купата на Норвегия. Има 12 участия в груповата фаза на УЕФА Шампионска лига.
По време на „златните години“ на Русенборг (1988 – 2002), треньор на отбора е Нилс Арне Айген. След неговото напускане на поста застава Оге Харайде, който за две години (2003 – 2004) носи две титли на клуба. След напускането му през сезон 2004/05 Русенборг завършва седми с отрицателен баланс победи-загуби. Следващият сезон 2005/06 също започва лошо за отбора и след като се натрупва пасив от десет точки след „вечния враг“ СК Бран начело на отбора е назначен Пер-Матиас Хьогму. Отборът успява да реализира осем поредни победи и в крайна сметка успява да заличи пасива на Бран и печели титлата. Скоро обаче той също напуска – през февруари 2007.

## Успехи
- Типелиген:
  -  Шампион (26, рекорд): 1967, 1969, 1971, 1985, 1988, 1990, 1992, 1993, 1994, 1995, 1996, 1997, 1998, 1999, 2000, 2001, 2002, 2003, 2004, 2006, 2009, 2010, 2015, 2016, 2017, 2018
  -  Второ място (7): 1968, 1970, 1973, 1989, 1991, 2013, 2014
  -  Трето място (4): 1981, 2011, 2012, 2022

- Купа на Норвегия
  -  Носител (12): 1960, 1964, 1971, 1988, 1990, 1992, 1995, 1999, 2003, 2015[1], 2016, 2018
  -  Финалист (6): 1967, 1972, 1973, 1991, 1998, 2013

- Суперкупа на Норвегия
  -  Носител (3): 2010, 2017, 2018

## Международни
- Купа Ла Манга
  -  Носител (3, рекорд): 1999, 2001, 2003

- Интертото:
  -  Носител (1): 2008